# Soymida febrifuga
Soymida febrifuga là một loài thực vật có hoa trong họ Meliaceae. Loài này được (Roxb.) A. Juss. miêu tả khoa học đầu tiên năm 1832.

## Hình ảnh

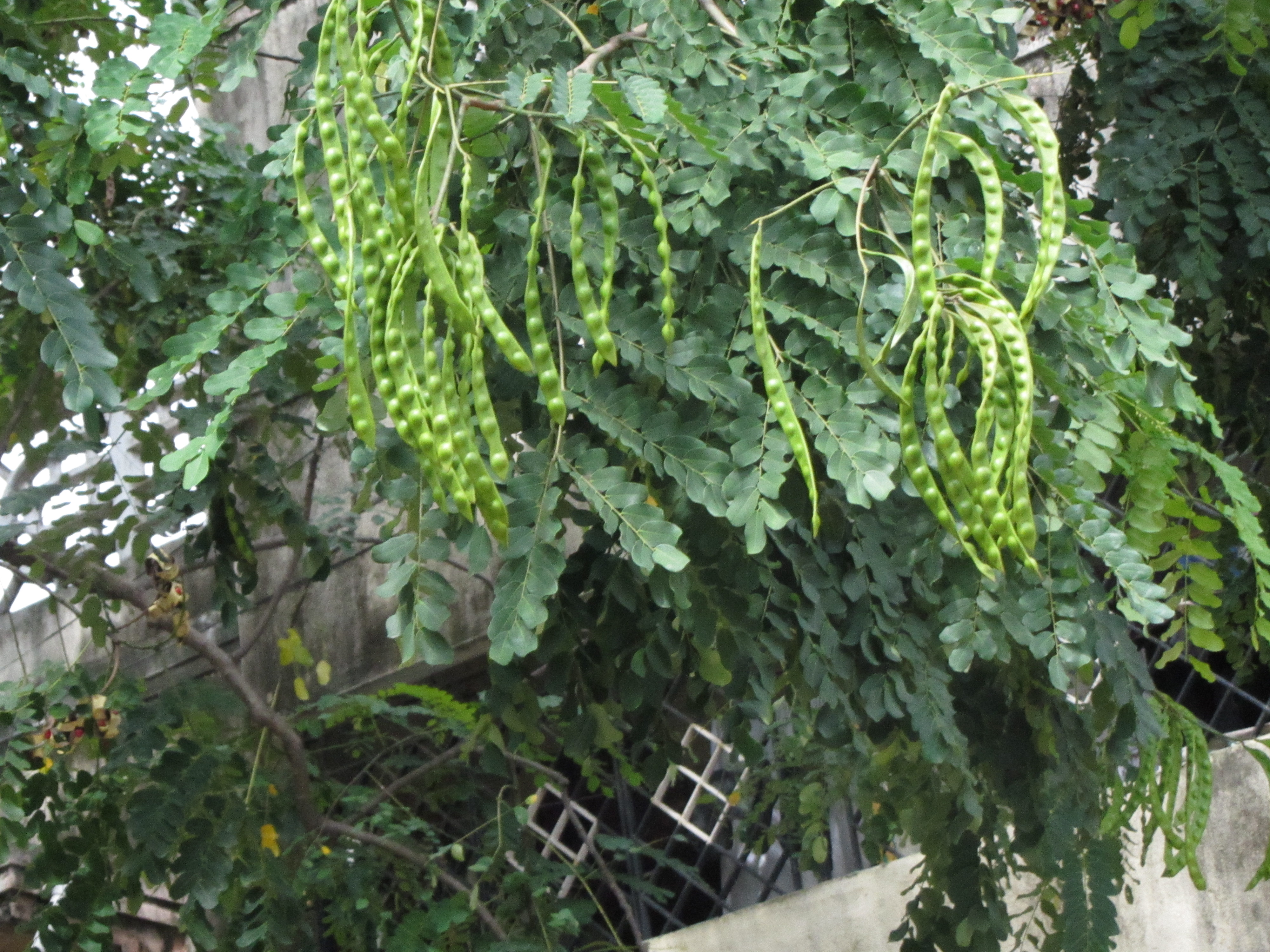
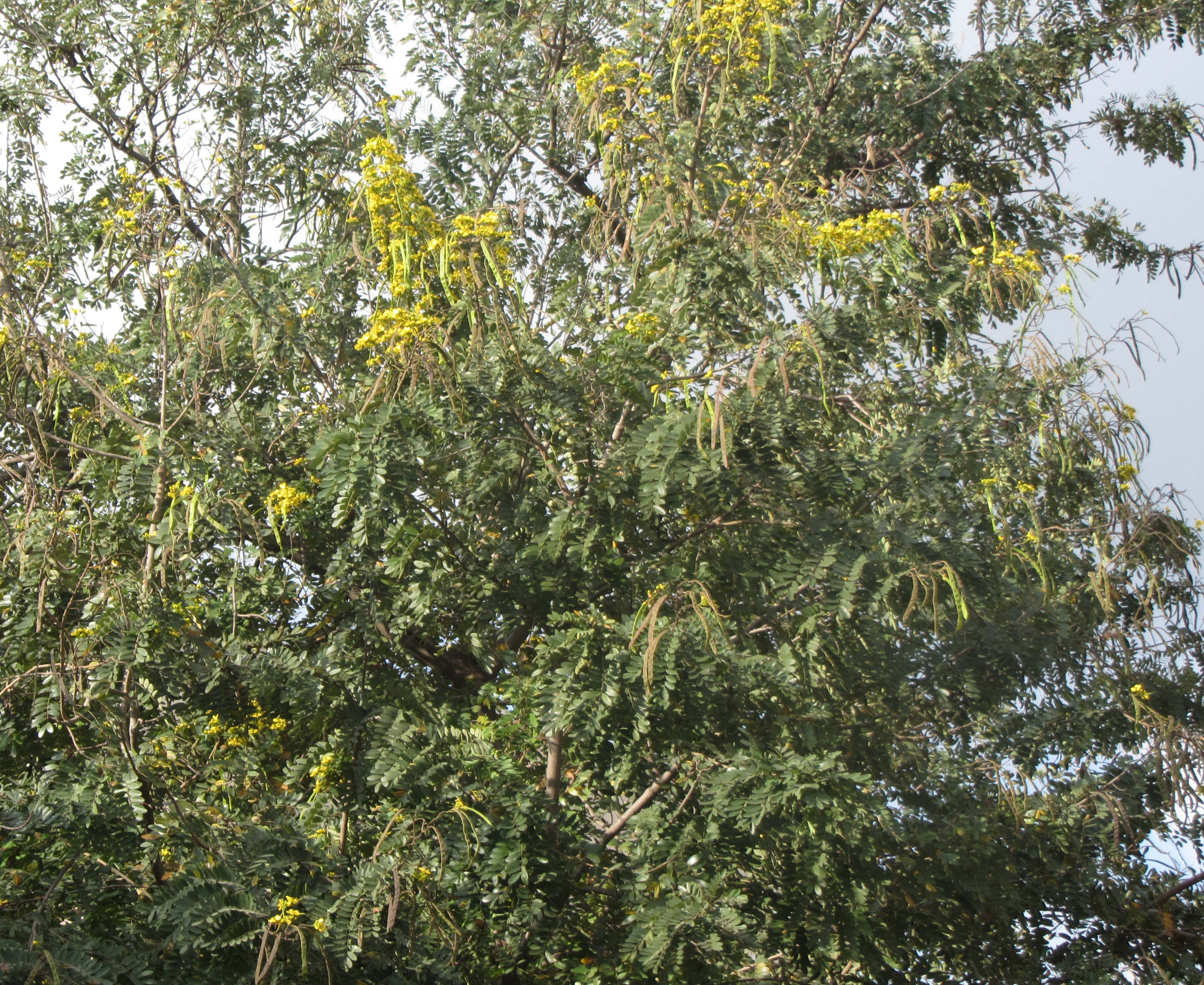